# Karee
Karee (カレー, af engelsk curry, karry) er en japansk varm ret bestående af karrysovs og tilbehør. Karrysovsen er tykkere og mildere end dens indiske modstykke. Karee spises normalt som risret i Japan.

## Historie
Det engelske ord curry kom formentlig til Japan i slutningen af 1860'erne, da landet blev tvunget til at opgive sin isolation og kom i kontakt med det Britiske Imperium, hvorefter ordet blev optaget i det japanske sprog som låneordet karee. Den ældst kendte japanske omtale af en ret kaldet raisu karee (af engelsk rice curry), dog med den fejlagtige stavemåde taisu karee, stammer fra 1872, hvorefter udenlandske eksperter fra Hokkaido-præfekturets Tokyo-filial tog den til sig. Ordet blev populariseret af den amerikanske professor William Smith Clark, der var ansat på landbrugshøjskolen i Sapporo (nu Hokkaido Universitet). I 1873 kunne man finde en ret kaldet karee raisu (curry rice) på spiseplanen hos kadetskolen for den kejserlige japanske hær.
Rettens udbredelse i Japan skyldes dog væsentligst den kejserlige japanske flåde, der blev opbygget med forbillede i Royal Navy, hvor søfolkene havde en sammenkogt ret med karrykrydderi og brød som tilbehør med sig, hvilket den japanske flåde også overtog. Deraf opstod kaigun karee (flådekarry) af okse- eller hønsekød, kartofler, løg, gulerødder, ris og karry-roux samt en chutney af syltede grøntsager (tsukemono), sådan det fremgår af kogebogen Kaigun kappoujitsu (海軍割烹術, flåde-kogeteknikker) fra 1888. Efterkrigstidens flåde overtog traditionen og serverer den hver fredag med en salat, idet hvert skib har sin egen variant.
Blandt civile gjaldt karry navnlig i begyndelsen af Meiji-perioden (1868-1912) som en eksklusiv ret, der måtte importeres og derfor kun kunne spises i dyre restauranter, der havde specialiseret sig i vestlig køkkener. Hen mod slutningen af Taishou-perioden (1912-1926) blev retten betalelig for almindelig mennesker efter indførelsen af indenlandsk producerede karryblandinger.
Nu om stunder er karee en af de mest vellidte hverdagsretter, selvom det ikke er nogen traditionel japansk ret. I 2013 blev der således produceret 7.570 t karrypulver og 91.105 t færdigsovs, mens omsætningen i 2008 lå på 7 mia. yen for karrypulver og 86 mia. yen for færdigsovse.

## Karee-retter
Der findes følgende karee-retter i det japanske køkken:
- Karee raisu (eng. curry rice).
- Karee donburi (Kareedon) (indkogt dashi krydret med karry på ris).
- Karee nanban (med soba-nudler).
- Karee pan (toast eller friturestegt bagværk med karry).
- Karee udon (med udon-nudler).
- Katsukaree.
- Soup karee (overvejende på øen Hokkaido).

Den mest vellidte variant er den med hvide ris, og der findes restauranter, der har specialiseret sig udelukkende i denne ret (karee-ya). Karee-sovse kan købes færdige i pakker og karryblanding til opløsning i vand.
Karee raisu og karee udon serveres altid varmt, hvorimod karee pan også kan spises koldt. Karee pan kan købes hos bagerier (pan-ya) eller indpakket i convenience stores og supermarkeder.